# Sarona xanthostelma
Sarona xanthostelma är en insektsart som beskrevs av Asquith 1994. Sarona xanthostelma ingår i släktet Sarona och familjen ängsskinnbaggar. Inga underarter finns listade i Catalogue of Life.